# Terror (gênero)

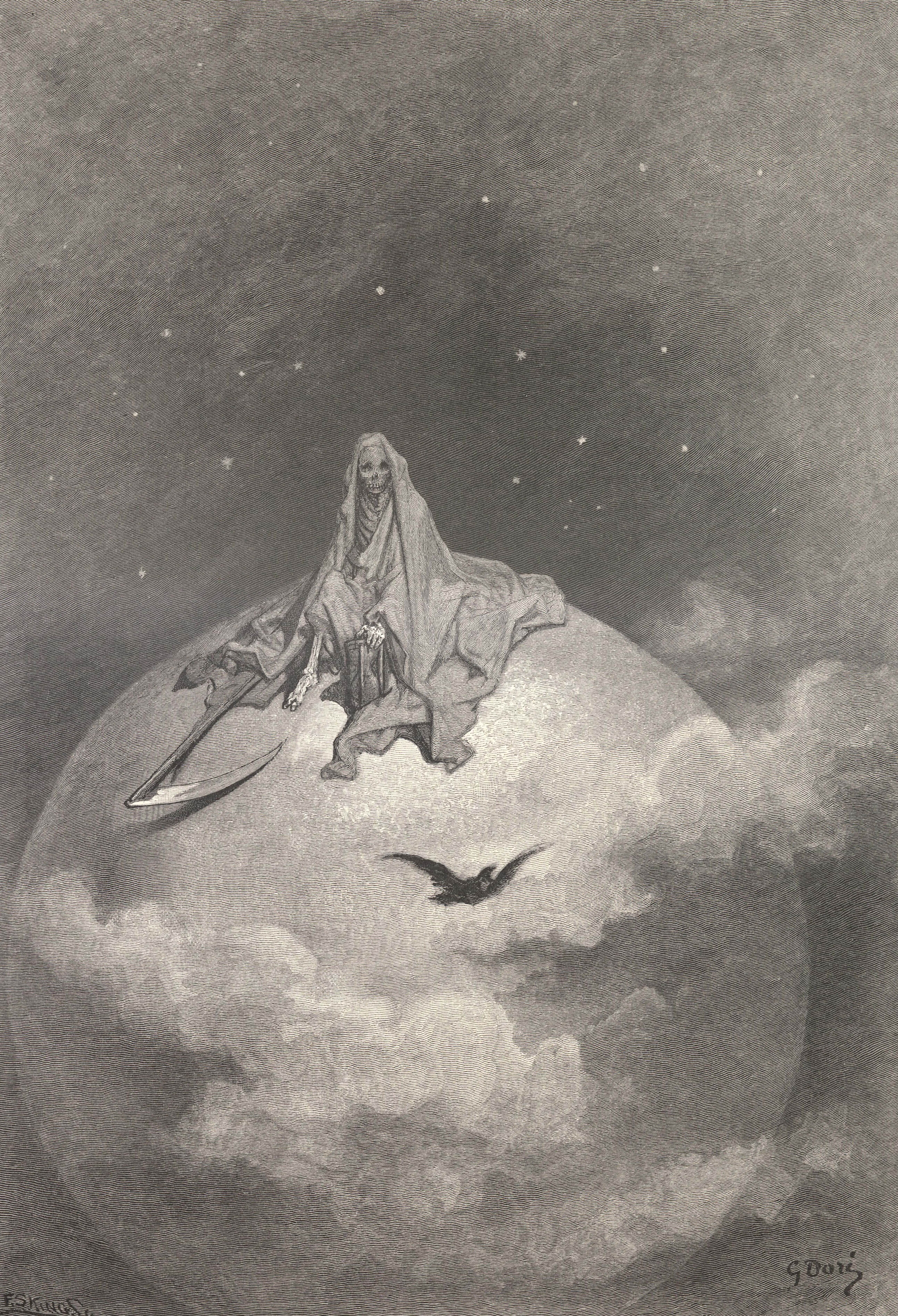
Uma ilustração de O Corvo de Edgar Allan Poe, feita por Gustave Doré.

Terror é um gênero literário, cinematográfico ou musical, que está sempre muito ligado à fantasia e à ficção especulativa, e é criado com intuito de causar medo, aterrorizar. Também pode ser verificado na pintura, no desenho, nos filmes e fotografia. A abstrata ideia de terror ou o ato de transmitir o sentimento de terror ou horror pode ser verificado em todas as formas de arte. Ao decorrer da década de 1990, até os dias de hoje, o gênero também compreende um estilo de desenvolvimento de jogos eletrônicos.

## Terror na literatura
A literatura de terror é um gênero literário e é comum que as obras ligadas ao horror sejam confundidas com as de terror, pois tanto nas livrarias e bibliotecas como na mente de grande parte dos leitores e dos críticos, ficam na mesma seção. A verdade é que as duas possuem uma enorme diferença.
De fato, a Literatura de terror (encontrada em muitos dos contos de Poe) volta-se para a criação de uma atmosfera de suspense cuja explicação nada possui de sobrenatural, sendo essencialmente psicológica. É por exemplo o caso de O barril de Amontillado, do citado autor. Nada existe ali de sobrenatural: é apenas o relato da vingança de Montresor, que empareda vivo ao desafortunado Fortunato. O livro Cujo, do consagrado escritor Stephen King, traduzido no Brasil como Cão Raivoso, é a história, evidenciada pelo título, de uma  família, aterrorizada por um cão da raça São-bernardo chamado Cujo, quando ele é mordido por um morcego portador de Hidrofobia.
Por seu lado, a Literatura de horror contém indissociavelmente elementos do sobrenatural, muitas vezes associados a componentes típicos, por exemplo, da ficção científica. É o caso de Frankenstein, no qual um cientista (no caso, um médico) decide criar um ser (um Novo Prometeu) unindo partes retiradas de cadáveres e usando a eletricidade como fluido vital. Mas ela também recorre ao folclore e à cultura tradicional (é o caso de Drácula e Carmilla), à religião (Aprisionado com os faraós, de Lovecraft), isto é, ao sobrenatural - ou mesmo a supostos poderes latentes no ser humano: leia-se o conto O estranho caso do Sr. Waldemar (Poe), no qual o dito Sr. Waldemar, prestes a morrer, é mesmerizado e permanece vivo enquanto dura o transe. A ideia de escapar à morte é recorrente na Literatura de horror; além do óbvio Frankenstein, temos Vento frio, de Lovecraft, cujo personagem principal, mesmo estando morto, consegue se manter vivo mediante sistema de refrigeração instalado em seu apartamento. Também de Lovecraft, existe O caso de Charles Dexter Ward, com a ideia da reencarnação premeditada.
O gênero de terror ou horror na literatura tem a intenção ou capacidade de atemorizar ou assustar os seus leitores, através da inclusão de sentimentos de horror e terror. Em suas diversas manifestações, é natural a existência de uma assustadora atmosfera de estranheza. O terror pode ser tanto sobrenatural, como não-sobrenatural. Comumente a central ameaça por trás de uma obra de ficção de terror pode ser interpretada como uma metáfora para os grandes medos da sociedade. As antigas origens do gênero foram reformuladas no século XVIII como terror gótico, com a publicação de O Castelo de Otranto (1764) de Horace Walpole.

### História
O terror na literatura tem suas origens no folclore e em tradições religiosas, focando na morte, na ideia de vida após a morte, no mal, em demônios e no princípio de algo incorporado à pessoa. Estes manifestaram-se em histórias de bruxas, vampiros, lobisomens, fantasmas e pactos com demônios, tais como o que verifica-se no Fausto de Goethe.

### Terror Gótico no Século XVIII

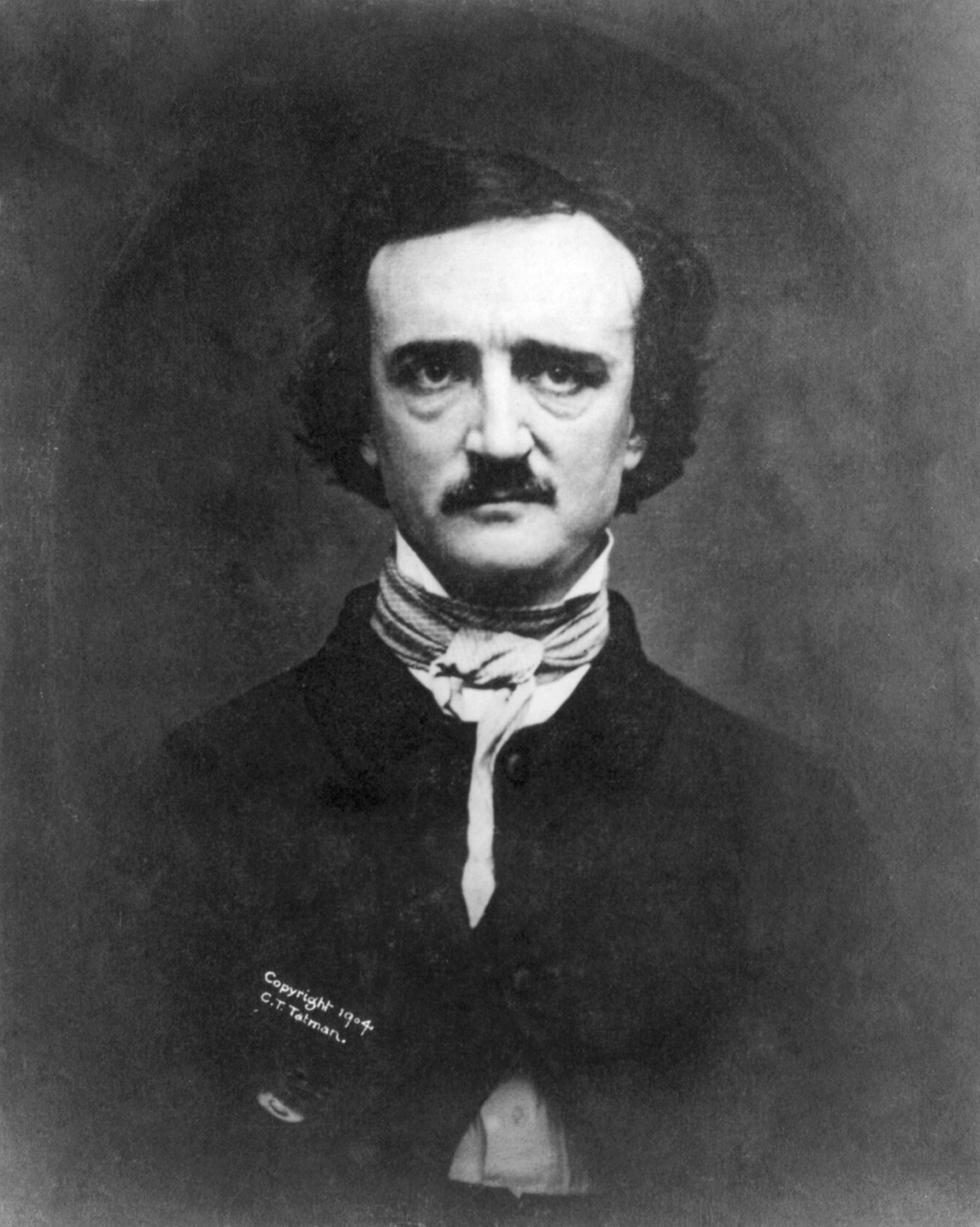
Edgar Allan Poe, autor de The Raven.

O terror gótico do décimo oitavo século teve suas origens com o seminal e controverso O Castelo de Otranto (1764) de Horace Walpole. Este marcou a primeira vez em que um romance moderno incorporou elementos do sobrenatural ao invés de elementos do realismo. Na realidade, a primeira versão foi publicada disfarçadamente como um romance medieval italiano que fora supostamente descoberto e posteriormente republicado por um fictício tradutor. Uma vez revelado como sendo um autor contemporâneo, muitos o consideraram anacrônico, reacionário ou simplesmente como portador de mau gosto, mas o mesmo provou-se como sendo popular imediatamente. Esta primeira obra de terror gótico inspirou obras como Vathek (1797) de Matthew Beckford, Os Mistérios de Udolpho (1794), O Italiano (1796) de Ann Radcliffe e O Monge (1797) de Matthew Lewis. Uma significante quantidade de obras do gênero de terror nesta era foram escritas por mulheres, o que fez com que tais obras alcançassem uma maior audiência feminina, devido ao fato de as engenhosas protagonistas femininas comumente sofrerem em soturnos castelos.

### Terror Gótico no Século XIX

Mary Shelley (Autora de Frankenstein) por Richard Rothwell (1840–1841).

A tradição gótica floresceu ao gênero moderno que os leitores chamam de "terror literário" a partir do século XIX. Influentes obras e personagens que continuam a ressoar através do cinema nos dias de hoje viram seu genesis em obras como o Frankenstein de Mary Shelley (1818), os contos de Edgar Allan Poe, os trabalhos de Sheridan Le Fanu, o Strange Case of Dr Jekyll and Mr Hyde (1886) de Robert Louis Stevenson e o Drácula de Bram Stoker (1897). Cada uma destas obras criaram um contínuo ícone de horror que fora visto em modernas re-imaginações manifestadas em palco ou em tela de cinema.

### Terror Gótico no Século XX

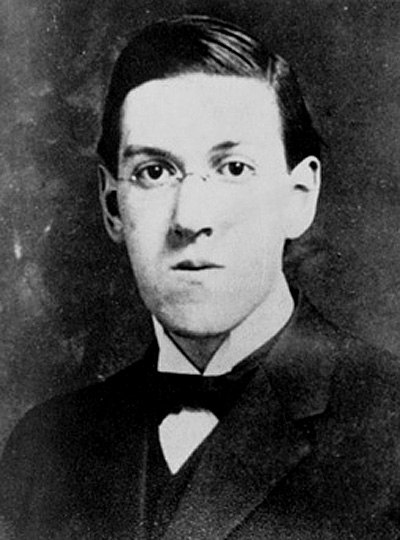
H.P. Lovecraft, autor de O Chamado de Cthulhu.

A proliferação de baratas revistas periódicas na virada do século popularizou a ideia de escrever obras do gênero de terror. Um autor que especializou-se em terror às massas através de revistas como a All-Story Magazine foi o Tod Robbins, cuja ficção lidou com temas de loucura e crueldade. Posteriormente, publicações especializadas emergiram para dar aos escritores do gênero de terror uma saída, entre estas, a Weird Tales (Revista na qual H.P Lovecraft publicou seus primeiros trabalhos) e Unknown Worlds.

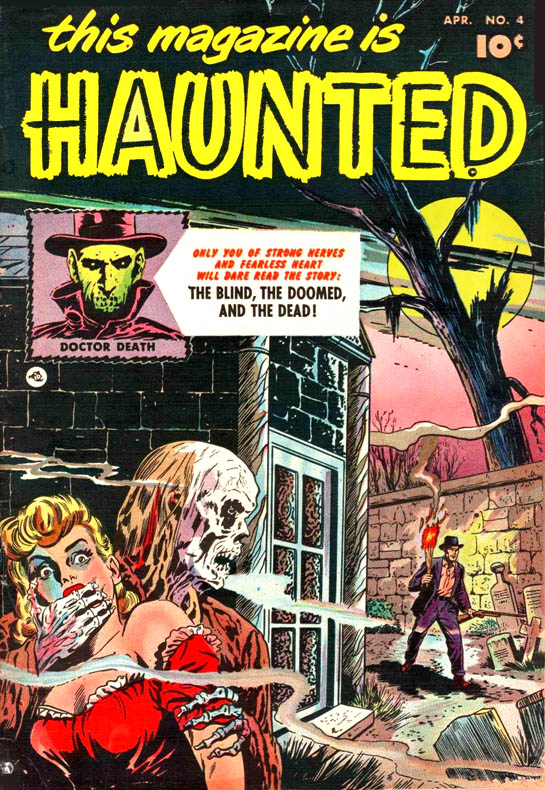
Revista em quadrinhos This Magazine is Haunted # 4, Fawcett Comics (Abril de 1952). Arte de Sheldon Moldoff.

Influentes autores do gênero de terror do início do século XX tiveram o início de suas carreiras através destes meios. Especialmente, o venerado autor de terror fantástico H.P Lovecraft, que com seu duradouro Cthulhu Mythos, foi pioneiro no gênero de horror cósmico, e M. R. James é creditado por redefinir as estórias do sobrenatural daquele tempo.
O início do cinema foi inspirado por muitos aspectos do horror na literatura, e o começo do terror no cinema deu início a uma forte tradição de filmes de horror e subgêneros baseados em ficção de terror que continua até os dias de hoje. Do início, subindo até as representações de violência e demasiada quantidade de sangue na tela, comumente associadas com os filmes e histórias em quadrinhos, tais como os publicados pela EC Comics, famosa por séries como a Tales From The Crypt na década de 1950, alvo de críticas do psiquiatra Fredric Wertham em seu livro Seduction of the Innocent (1954) e a Warren Publishing nas década de 1960 e 1970, leitores satisfizeram-se em suas buscas por imagens de horror que a prateada tela de cinema não podia proporcionar, graças a estes quadrinhos.
Muitas obras modernas que transmitem uma descrição de "mortos vivos" podem ter sua origem em contos de H.P Lovecraft, tais como Cool Air (1925), In The Vault (1926) e The Outsider (1926). O romance I Am Legend de Richard Matheson de 1954 também influenciou uma inteira geração de ficção apocalíptica relacionada a ideia de "zumbis", emblemática dos filmes de George A. Romero.

### Terror Contemporâneo

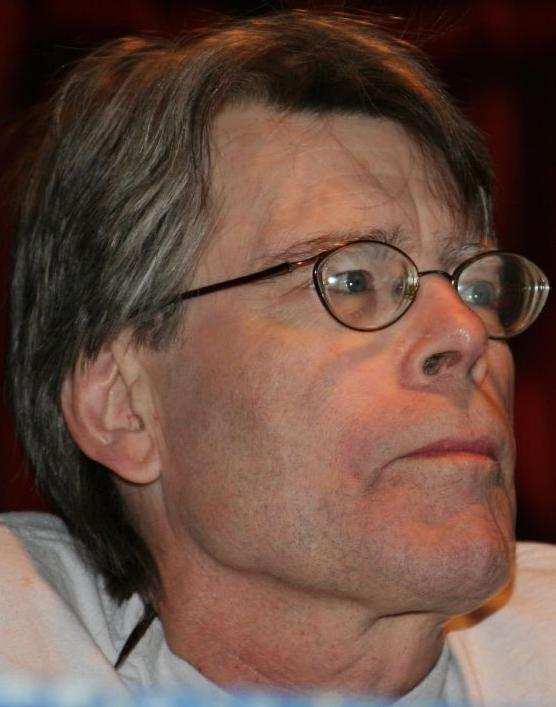
Stephen King, autor de O Iluminado, na Comicon.

Um dos mais populares escritores de terror contemporâneo é o Stephen King, conhecido por ter escrito as famosas obras Carrie, O Iluminado, It, Misery e muitas outras. Tendo iniciado o seu trabalho na década de 1970, King conseguiu atrair uma enorme audiência, motivo este que fez com que a U.S. National Book Fundation o premiasse em 2003. Brian Lumley, James Herbert, Dean Koontz, Clive Barker, Ramsey Campbell e Peter Straub também são autores de horror contemporâneo populares. Sequências de livros best-selling de tempos contemporâneos estão relacionadas com ficção de horror, tais como a fantasia urbana de lobisomens Kitty Norville de Carrie Vaughn, e a ficção gótica e erótica de Anne Rice. Elementos do gênero de horror continuam a se expandir para além do gênero de terror em si.

#### Estereótipos da literatura do horror
Desde o surgimento de O castelo de Otranto (1765), parece ter se tornada obrigatória a presença, em maior ou menor grau, de cenários, personagens e outros constituintes que, de tão usados, chegam a formar um conjunto de lugares-comuns. Por exemplo: o cenário, por excelência, é o castelo medieval em ruínas, com seus corredores sombrios, masmorras com esqueletos, passagens secretas, retratos que observam os personagens. O herói muitas vezes é um 'vingador' cuja família sofreu uma injustiça nas mãos de um antepassado do senhor do castelo ou de seus antepassados... É fácil usar estes personagens e criar uma história repetitiva e nada original. Difícil é subverter os personagens e ser criativo, como fez Lovecraft em The sorcerer.

#### Principais Autores
- Edgar Allan Poe
- Stephen King
- Clive Barker
- Lovecraft
- Bram Stoker
- Mary Shelley
- Horace Walpole
- Sheridan Le Fanu
- Robert Louis Stevenson
- Anne Rice
- Diane Hoh
- R.L. Stine
- Richard Matheson
- Robert Bloch
- Dean Koontz
- James Herbert
- Peter Straub
- Algernon Blackwood

#### Obras
Romances
- O castelo de Otranto
- Drácula
- Frankenstein
- Vatekh
- O monge
- Carmilla
- O estranho caso do doutor Jekyll e do Sr. Hyde (O médico e o monstro)
- O caso de Charles Dexter Ward
- Eu sou a lenda
- O demônio do Gólgota
- A hora do Vampiro

Contos ou novelas
- A coisa maldita - Ambrose Bierce
- "Viy" (Вий) - Nikolai Gogol
- O horla - Guy de Maupassant
- A mão do macaco - W. W. Jacobs
- Nas montanhas da loucura - Lovecraft
- O chamado de cthulhu  - Lovecraft
- A máscara da morte rubra - Edgar Allan Poe
- O estranho caso do Sr. Waldemar - Edgar Allan Poe

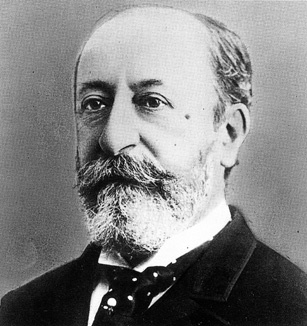
Camille Saint-Saëns (1835–1921).

## Características
Um dos traços definitivos do gênero de horror é que o mesmo provoca uma resposta emocional, psicológica ou física nos leitores que faz com que os mesmos reajam com medo. Uma das citações mais famosas de Lovecraft em relação ao gênero é: "A emoção mais antiga e mais forte da humanidade é o medo, e o mais antigo e mais forte de todos os medos é o medo do desconhecido"; a primeira sentença de seu ensaio seminal, O Horror Sobrenatural na Literatura.

## Terror na Música
A atmosfera abstrata de estranheza e mistério que o gênero de terror evoca pode ser encontrada na música já no século XIX. Geralmente estas obras que evocam este sentimento possuem temas associados à morte. Entre renomados compositores que compuseram obras utilizando-se do tema da figura da morte ou seu conceito, estão Camille Saint-Saëns, Franz Liszt e Frédéric Chopin.

### Camille Saint-Saëns

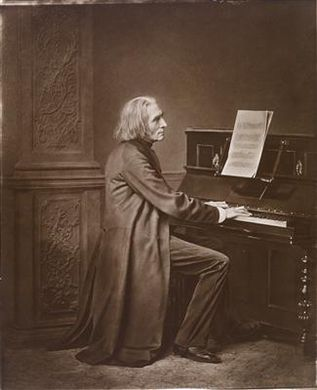
Franz Liszt em 1869 por Franz Seraph Hanfstaengl.

O compositor francês Camille Saint-Saëns (1835–1921) terminou de compor em 1874 a sua Dança Macabra (Danse Macabre), obra esta que foi baseada em uma antiga superstição francesa (Superstição esta que diz que a figura da morte aparece à meia-noite de Halloween). Na obra, a figura da morte chama os mortos de suas tumbas para dançarem ao som de seu violino.
- Danse macabre: partituras livres no International Music Score Library Project.

Harold Dexter Hoopes produziu uma animação de Halloween da Danse Macabre baseada na superstição original que inspirou o compositor.

### Franz Liszt
Alguns dos títulos das peças de Franz Liszt, como Totentanz, Funérailles, La Lugubre Gondola, Pensée des Morts, mostram a fascinação que o compositor tinha com o tema da morte. Quando jovem, Liszt já apresentava esta fascinação através da religião, demonstrando interesse em temas como céu e inferno. Segundo Alan Walker, Liszt frequentava hospitais, casinos e sanatórios parisienses no início da década de 1830, e ele até visitou masmorras de prisioneiros para observar os condenados que estavam prestes a morrer.